# Cơ quan Tình báo Trung ương (Hoa Kỳ)
Cơ quan Tình báo Trung ương Hoa Kỳ, thường được gọi là CIA, là cơ quan tình báo nước ngoài dân sự của chính phủ liên bang Hoa Kỳ, có nhiệm vụ thu thập, xử lý, phân tích thông tin an ninh quốc gia từ khắp nơi trên thế giới, chủ yếu thông qua việc sử dụng tình báo con người và thực hiện chiến dịch mật thông qua Tổng cục Chiến dịch. Trụ sở chính của Cơ quan Tình báo Trung ương ở Trung tâm Tình báo George Bush tại Langley, bang Virginia.
Là một thành viên chính của Cộng đồng Tình báo Hoa Kỳ, CIA báo cáo với giám đốc Tình báo Quốc gia và chủ yếu tập trung vào việc cung cấp thông tin tình báo cho Tổng thống và Nội các. CIA được thành lập sau khi Tổng thống Harry S. Truman giải thể Cơ quan Tình báo Chiến Lược vào cuối Chiến tranh thế giới thứ hai. Truman thành lập Nhóm Tình báo Trung ương dưới sự chỉ đạo của một Giám đốc Tình báo Trung ương theo chỉ thị của Tổng thống vào ngày 22 tháng 1 năm 1946. Việc thành lập cơ quan này được ủy quyền bởi Luật An ninh quốc gia năm 1947.
Khác với Cục Điều tra Liên bang, một cơ quan an ninh nội địa, CIA không có chức năng thực thi pháp luật và chủ yếu tập trung vào việc thu thập thông tin tình báo ở nước ngoài, với việc hạn chế thu thập thông tin tình báo trong nước. CIA đóng vai trò là cơ quan quản lý quốc gia cho tình báo con người, điều phối các hoạt động trên toàn IC. CIA cũng thực thi các chiến dịch mật theo lệnh của Tổng thống.
CIA gây ảnh hưởng chính trị ở nước ngoài thông qua các đơn vị hoạt động bán quân sự của mình, bao gồm Trung tâm Hoạt động Đặc biệt. CIA đóng vai trò quan trọng trong việc thành lập các cơ quan tình báo ở nhiều quốc gia, chẳng hạn như Tổng cục Tình báo Ai Cập và Cơ quan Tình báo Liên bang Đức. CIA cũng đã hỗ trợ một số nhóm chính trị và chính phủ nước ngoài, bao gồm lập kế hoạch, điều phối, đào tạo về tra tấn và hỗ trợ kỹ thuật. CIA đã tham gia vào nhiều cuộc thay đổi chế độ và thực hiện các cuộc tấn công khủng bố và ám sát có kế hoạch các nhà lãnh đạo nước ngoài.
Từ năm 2004, CIA được tổ chức theo Văn phòng Giám đốc Tình báo Quốc gia. Mặc dù đã chuyển một số quyền hạn của mình cho giám đốc Tình báo Quốc gia, CIA đã phát triển về quy mô sau sự kiện 11 tháng 9. Năm 2013, tờ báo The Washington Post đưa tin rằng vào năm 2010, CIA có ngân sách lớn nhất trong tất cả các cơ quan cộng đồng tình báo, vượt quá ước tính trước đó.
Vai trò của CIA đã mở rộng kể từ khi thành lập, hiện bao gồm cả các hoạt động bán quân sự bí mật.[3] Một trong những bộ phận lớn nhất của CIA, Trung tâm Hoạt động Thông tin, đã chuyển từ chống khủng bố sang các hoạt động tấn công mạng.
CIA là chủ đề của một số bê bối, bao gồm việc sử dụng kỹ thuật thẩm vấn nâng cao, nghe lén trong nước, tuyên truyền và cáo buộc vi phạm nhân quyền và buôn bán ma túy. Năm 2022, một chương trình giám sát trong nước của CIA đã bị phát hiện mà không chịu sự giám sát của Quốc hội Hoa Kỳ.

## Mục đích
CIA có ba hoạt động truyền thống chính thức:
- Thu thập thông tin về chính phủ của các nước ngoài, công ty và cá thể.
- Phân tích dữ liệu đó cùng với các Cơ quan thu thập tình báo khác của Hoa Kỳ với mục đích để cung cấp các đánh giá về Tình báo An ninh Quốc gia đến các quan chức cấp cao của Hoa Kỳ.
- Chịu sự chỉ đạo từ Tổng thống Hoa Kỳ, thực hiện giám sát các hoạt động mật và các hoạt động chiến thuật bởi nhân viên của chính Cơ quan, bởi binh sĩ của Lực lượng Vũ trang Hoa Kỳ hoặc là các đối tác của Cơ quan.

CIA có thể làm tăng sức ảnh hưởng của chính trị tại các nước qua các bộ phận chiến thuật, ví dụ như là Bộ phận Hoạt động Đặc biệt.Cơ quan Tình báo Trung ương, với tiền nhiệm là Cơ quan Công tác Chiến thuật (Office of Strategic Services - OSS), thành lập trong Đệ nhị Thế Chiến để phối hợp các Hoạt động Nội gián Mật chống lại phe Trục cho Lực lượng Vũ trang Hoa Kỳ. Đạo luật An ninh Quốc gia năm 1947 thiết lập ra CIA, với tư cách "Không phải là Cơ quan Cảnh sát hoặc Nhà nước, kể cả ở trong nước đến ngoài nước."
Đã có các dư luận nhiều đáng kể về CIA liên quan đến an ninh và các thất bại chống lại các hoạt động nội gián, thất bại trong việc phân tích thông tin tình báo, các mối lo về quyền con người, các cuộc điều tra và công bố tài liệu, làm ảnh hưởng đến ý kiến của công chúng và các Cơ quan hành luật, buôn lậu ma túy và nói dối với Quốc hội Hoa Kỳ. Những ý kiến khác, như từ kẻ ly khai Cộng sản, Ion Mihai Pacepa, đã bảo vệ CIA khi nói "CIA cho đến nay là Tổ chức Tình báo tốt nhất thế giới," và tranh luận rằng các hoạt động của CIA nằm trong số các hoạt động được giám sát cẩn thận ở mức độ chưa từng thấy ở các Cơ quan Tình báo của thế giới.
Dựa vào ngân sách của Cơ quan trong Năm tài chính 2013, CIA có năm ưu tiên:
- Chống khủng bố, ưu tiên hàng đầu, được xác định qua Cuộc chiến Với Khủng bố đang diễn ra.
- Ngăn sự phổ biến của vũ khí hủy diệt hàng loạt với mục tiêu khó nhất là Triều Tiên.
- Cảnh báo các nhà lãnh đạo Hoa Kỳ về các sự kiện quan trọng quốc tế, với Pakistan được mô tả là "Mục tiêu bất kham."
- Phản gián, với Trung Quốc, Nga, Iran, Cuba và Israel được mô tả là các mục tiêu ưu tiên.
- Tình báo mạng.

## Biểu tượng
Biểu tượng của CIA bao gồm 3 phần mang ý nghĩa tượng trưng: đầu chim đại bàng quay sang phải, ngôi sao 16 cánh và một cái khiên. Đại bàng là linh vật quốc gia, tượng trưng cho sức mạnh và sự tỉnh táo. Ngôi sao 16 cánh mang hàm ý CIA là tổ chức tìm kiếm thông tin tình báo từ khắp mọi nơi trên thế giới ngoài biên giới Hoa Kỳ và những thông tin đó được quy tụ về trụ sở đầu não để phân tích, kiểm tra và phân bố đến các nhà làm luật. Ngôi sao được đặt trên cái khiên, tượng trưng cho sự phòng thủ vững chắc.

## Tổ chức

Hình ảnh trụ sở CIA tại Langley, Virginia chụp từ vệ tinh

### Kết cấu tổ chức
Tổ chức của CIA thay đổi theo từng thời kỳ. Dưới đây là một số sơ đồ tổ chức ví dụ.

#### Thành phần lãnh đạo (tính đến hết năm 2009)
- Giám đốc (Director of the Central Intelligence Agency - D/CIA): Leon E. Panetta
- Phó giám đốc (Deputy Director of the Central Intelligence Agency - DD/CIA): Stephen R. Kappes
- Phó giám đốc Phụ tá (Associate Deputy Director of the Central Intelligence Agency - ADD/CIA): Stephanie O'Sullivan
- Giám đốc Ban Hỗ trợ (Director for Support - D/S): khuyết
- Giám đốc Sở Mật vụ Quốc gia (Director of the National Clandestine Service - D/NCS): Michael Sulick.
- Giám đốc Ban Tình báo (Director of Intelligence - D/I): Michael J. Morell
- Giám đốc Ban Khoa học & Công nghệ (Director of Science & Technology - D/S&T): khuyết
- Giám đốc Trung tâm Nghiên cứu Tình báo (Director of the Center for the Study of Intelligence - D/CSI): Carmen A. Medina
- Giám đốc Phòng Đối ngoại (Director of Public Affairs - D/PA): khuyết
- Tổng cố vấn (General Counsel - GC): khuyết

### Mối quan hệ với các cơ quan khác
CIA có mối quan hệ mật thiết với các cơ quan tình báo MI6 (Anh), ASIS (Úc), CSIS (Canada), ...

## Đào tạo
CIA thành lập cơ sở đào tạo đầu tiên, Office of Training and Education vào năm 1950. Sau khi chiến tranh Lạnh kết thúc, ngân sách đào tạo của CIA bị cắt giảm, việc này đã gây ảnh hưởng đến vấn đề nhân sự, buộc CIA phải giảm số nhân viên. Để giải quyết vấn đề nhân sự, giám đốc CIA George Tenet đã quyết định thành lập Đại học CIA vào năm 2002. Đại học CIA tổ chức từ 200 đến 300 khóa học mỗi năm, đào tạo cho cả những sĩ quan tình báo mới hoặc đã có kinh nghiệm cũng như những nhân viên trong các khâu khác của hoạt động tình báo.
Việc tuyển các nhân viên người nước ngoài làm việc cho CIA là việc làm bình thường của một cơ quan tình báo. Một số người Việt khi được hỏi về vấn đề hoạt động gián điệp ở Việt Nam thì họ cho biết rất sẵn sàng.

## Ngân sách
Hiện tại ngân sách của CIA vẫn được giữ kín. Tuy nhiên số tiền mà tổ chức này tiêu tốn hàng năm có thể lên tới nhiều tỷ đô la, một phần do quốc hội cung cấp, còn một phần là hoạt động kinh doanh và bán những thông tin tình báo của mình cho các cơ quan khác của nước Mỹ. Vào năm 1997, lần đầu tiên Chính phủ Mỹ công khai các số liệu tổng hợp với mọi hoạt động liên quan đến tình báo (trong đó CIA chỉ là một phần) với ngân sách khoảng 22,6 tỉ USD trong năm tài chính 1997. Ngân sách tình báo của những năm khác vẫn được giữ bí mật.

## Lịch sử
CIA được thành lập vào ngày 26 tháng 7 năm 1947 theo Đạo luật An ninh Quốc gia năm 1947 do Quốc hội thông qua và Tổng thống Hoa Kỳ Harry S. Truman ký ban hành, có tiền thân là Cơ quan Tình báo chiến lược (OSS) thời kỳ Chiến tranh thế giới thứ hai. Vụ tấn công của đế quốc Nhật Bản trong trận Trân Châu Cảng cũng là một trong những yếu tố ảnh hưởng đến quyết định thành lập CIA. Sau khi chiến tranh thế giới II kết thúc, chính phủ Hoa Kỳ cũng cảm thấy sự cần thiết của một cơ quan đủ khả năng để phối hợp sức mạnh của các cơ quan tình báo và quân đội.

### Kế thừa di sản của OSS
Chiến thắng của lực lượng biệt kích hải quân Anh trong chiến tranh thế giới thứ II đã khiến cho tổng thống Franklin D. Roosevelt nghĩ đến việc thành lập một cơ quan tình báo theo mô hình của cơ quan tình báo hải ngoại Anh MI6. Việc này dẫn đến việc thành lập tổ chức OSS. Tổ chức OSS đã giải tán vào tháng 11 năm 1945 và các hoạt động được chuyển giao cho Bộ Ngoại giao và Bộ Chiến tranh. Do sự cần thiết của một hệ thống tình báo tập trung sau chiến tranh nên 11 tháng trước đó, vào năm 1944, William J. Donovan, người khai sinh OSS, đã đệ trình lên Tổng thống Franklin D. Roosevelt một bản kế hoạch thành lập một tổ chức tình báo chịu sự giám sát trực tiếp của Tổng thống.
Mặc dù gặp phải sự phản đối từ phía Bộ ngoại giao và Cục Điều tra Liên bang nhưng Tổng thống Truman vẫn quyết định thành lập Khối Tình Báo Trung ương vào tháng 1 năm 1946. Sau đó theo Đạo Luật An Ninh Quốc gia năm 1947 (có hiệu lực từ ngày 18 tháng 9 năm 1947), Hội đồng An Ninh Quốc gia và Cơ quan Tình Báo Trung ương chính thức ra đời. Thiếu tướng hải quân Roscoe H. Hillenkoetter là người đầu tiên được bổ nhiệm vào chức Giám đốc Tình Báo Trung ương.

### Đạo luật về an ninh quốc gia
Năm 1949, điều lệ 81-110 được thông qua, cho phép cơ quan này được quyền sử dụng các thủ tục về mật vụ, tài chính và hành chính và được miễn khỏi hầu hết những hạn chế trong việc sử dụng ngân quỹ liên bang. Sắc lệnh này cũng cho phép CIA không cần công bố các thông tin về tổ chức, nhiệm vụ, văn tự, tiền lương, số lượng nhân viên. Sắc lệnh này cũng bao gồm cả chương trình "PL-110" để lợi dụng những kẻ đào ngũ và một số cá nhân nước ngoài, đồng thời cung cấp tài chính họ. Năm 1949, cơ quan tình báo của Tây Đức Bundesnachrichtendienst dưới quyền lãnh đạo của Reinhard Gehlen, đã nằm trong sự điều khiển của CIA.
Năm 1950, CIA thành lập Tập đoàn Pacific, một trong những tổ chức kinh doanh đầu tiên của CIA. Cũng trong thời gian đó, Giám đốc Hillenkoetter lần đầu tiên phê chuẩn chương trình điều khiển nhận thức (mind control) mang tên Dự án BLUEBIRD. Năm 1951, hệ thống truyền thanh Columbia (CBS) bắt tay hợp tác cùng CIA. Sau đó, Tổng thống Truman quyết định đổi tên Dự án BLUEBIRD thành Dự án ARTICHOKE.
Trong những năm đầu mới đi vào hoạt động, CIA không chịu nhiều sự điều khiển từ các cơ quan khác của chính phủ. Tuy nhiên mọi chuyện đã thay đổi vào khoảng những năm 70, thời điểm xảy ra biến cố chính trị Watergate.

### Chiến tranh Triều Tiên
Vào thời gian đầu Chiến tranh Triều Tiên, nhân viên CIA Hans Tofte tuyên bố rằng đã huấn luyện thành công hàng ngàn người trốn chạy từ Triều Tiên thành một lực lượng du kích với các kĩ năng xâm nhập, chiến tranh du kích, và cứu trợ các phi công. Năm 1952, CIA đã tung 1,500 điệp viên trong số này ra hoạt động.

### Syria
Năm 1949, đại tá Adib Shishakli lên nắm quyền ở Syria trong một cuộc đảo chính được Syria hậu thuẫn. 4 năm sau, ông bị đảo chính bởi quân đội, các lực lượng Cộng sản và những người Ba'ath. CIA và MI6 bắt đầu tài trợ cho phe hữu thuộc quân đội nhưng việc này lại gặp khó khăn do hậu quả của vụ khủng hoảng kênh đào Suez. Một số quan chức, sĩ quan của Syria đã xuất hiện trên truyền hình và thừa nhận rằng họ đã nhận "những đồng tiền dơ bẩn và độc ác của Mỹ" để lật đổ chính quyền hợp hiến ở Syria. Sau đó các lực lượng quân đội của Syria đã bao vậy đại sứ quán Mỹ và muốn bắt một điệp viên CIA Rocky Stone, người trước đó đóng một vai trò nhỏ trong cuộc cách mạng ở Iran và hiện tại đang làm nhân viên ngoại giao ở Damascus. Stone trở thành nhân viên ngoại giao người Mỹ đầu tiên bị trục xuất khỏi một nước Arab. Việc này cũng đã làm bình thường hóa quan hệ ngoại giao giữa Syria và Ai Cập, giúp hình thành Cộng hòa Ả Rập Thống nhất và việc này bị cho là đã làm mất quyền lợi kinh tế của Mỹ trong thời điểm này.

### Việt Nam và chiến tranh Đông Dương
Trong thời chiến tranh và cả hậu chiến, CIA đã hoạt động mạnh ở Việt Nam. Trong chiến tranh Đông Dương, Mỹ coi Việt Nam là địa bàn quan trọng trong chiến lược chính trị của họ nên bắt đầu các hoạt động can thiệp. Đúng 20 ngày sau khi Hiệp định Genève về Đông Dương được ký kết, đô đốc Mỹ Sabin đến Hà Nội, họp với phái đoàn quân sự Mỹ tại đây. Năm 1955, phái đoàn quân sự này của Mỹ do Edward Lansdale chỉ huy, nhân viên cao cấp của CIA và đã làm cố vấn cho Pháp tại Việt Nam từ 1953, đã thực hiện các hoạt động tuyên truyền chiến tranh tâm lý để kêu gọi dân chúng miền Bắc di cư vào Nam.
Trong chiến tranh Việt Nam, chiến dịch Phượng hoàng với sự hậu thuẫn của CIA, đã được triển khai nhằm tróc rễ các cơ sở bí mật nằm vùng của Mặt trận Dân tộc Giải phóng miền Nam Việt Nam.

### Aldrich Ames
Bài chi tiết: Aldrich Ames
Từ năm 1985–1986, gần như toàn bộ điệp viên CIA hoạt động ở Đông Âu đều bị lộ danh tính. Chi tiết về việc điều tra nguyên nhân đều không rõ ràng cũng như việc điều tra cũng không có kết quả khả quan và việc này cũng bị chỉ trích bởi dư luận. Vào tháng 6 năm 1987, tướng Florentino Aspillaga Lombard, người đứng đầu hệ thống tình báo của Cuba đã đào tẩu đến Vienna và đến đại sứ quán Mỹ ở đây. Ông tiết lộ rằng tất cả điệp viên nằm trong biên chế của CIA ở Cuba đều là những điệp viên "hai mang", tức là đều làm việc cho CIA nhưng vẫn trung thành với chính phủ Castro. CIA sau đó cũng điều tra được rằng các thông tin tình báo tối mật về Liên Xô đều dựa trên những tin tình báo sai dựa trên cung cấp của những chuyên gia phân tích của CIA. Việc điều tra sau đó dẫn tới việc bắt giữ Aldrich Ames, một chuyên viên phân tích và phản gián của CIA nhưng làm gián điệp cho Liên Xô. Ngày 21 tháng 2 năm 1994, Ames bị FBI bắt giữ. Ames bị kết án tù chung thân không ân xá.

## Danh sách giám đốc Cơ quan Tình báo Trung ương
| No.                                             | Giám đốc                                            | Giám đốc               | Nhiệm kỳ                                            | Bổ nhiệm bởi | Bổ nhiệm bởi   |
| ----------------------------------------------- | --------------------------------------------------- | ---------------------- | --------------------------------------------------- | ------------ | -------------- |
| Kế vị chức vụ Giám đốc Trung ương Cục Tình báo. |                                                     |                        |                                                     |              |                |
| 1                                               |                                                     | Porter Goss            | 21 tháng 4 năm 2005 - 5 tháng 5 năm 2006            |              | George W. Bush |
| 2                                               |                                                     | General Michael Hayden | 30 tháng 5 năm 2006 - 12 tháng 2 năm 2009           |              | George W. Bush |
| 2                                               | Barack Obama                                        | General Michael Hayden | 30 tháng 5 năm 2006 - 12 tháng 2 năm 2009           |              |                |
| 3                                               |                                                     | Leon Panetta           | 13 tháng 2 năm 2009 - 30 tháng 6 năm 2011           |              |                |
| –                                               |                                                     | Michael Morell Quyền   | 1 tháng 7 năm 2011 - 6 tháng 9 năm 2011             |              |                |
| 4                                               |                                                     | David Petraeus         | 6 tháng 9 năm 2011 - 9 tháng 11 năm 2012            |              |                |
| –                                               |                                                     | Michael Morell Quyền   | Ngày 9 tháng 11 năm 2012 - ngày 8 tháng 3 năm 2013  |              |                |
| 5                                               |                                                     | John Brennan           | 8 tháng 3 năm 2013 - 20 tháng 1 năm 2017            |              |                |
| –                                               |                                                     | Meroe Park Quyền       | 20 tháng 1 năm 2017 - 23 tháng 1 năm 2017           |              | Donald Trump   |
| 6                                               |                                                     | Mike Pompeo            | 23 tháng 1 năm 2017 - 26 tháng 4 năm 2018           |              | Donald Trump   |
| 7                                               |                                                     | Gina Haspel            | Ngày 26 tháng 4 năm 2018 - ngày 21 tháng 5 năm 2018 |              | Donald Trump   |
| 7                                               | Ngày 21 tháng 5 năm 2018 - ngày 20 tháng 1 năm 2021 | Gina Haspel            |                                                     |              | Donald Trump   |
| –                                               |                                                     | David Cohen Quyền      | 20 tháng 1 năm 2021 - 19 tháng 3 năm 2021           |              | Joe Biden      |
| 8                                               |                                                     | William Joseph Burns   | 19 tháng 3 năm 2021 - 20 tháng 1 năm 2025           |              | Joe Biden      |
| 9                                               |                                                     | John Ratcliffe         | 23 tháng 01 năm 2025 - đương nhiệm                  |              | Donald Trump   |

## Văn hóa đại chúng
Hình ảnh CIA được tái hiện rất nhiều trong các sách (của các tác giả người Mỹ lẫn ngoại quốc), phim ảnh của Hollywood, trò chơi điện tử và cả truyện tranh. Về phim ảnh Hollywood, đề tài về gián điệp nói chung cũng được khai thác rất nhiều, đặc biệt là hoạt động của các điệp viên CIA như một số loạt phim tiêu biểu sau:
- Loạt phim Jack Ryan: Dựa trên tiểu thuyết của nhà văn Tom Clancy về Jack Ryan, một chuyên gia phân tích của CIA, và sau này trở thành tổng thống.[26]
- Loạt phim Jason Bourne: Dựa trên tiểu thuyết của nhà văn Robert Ludlum về một điệp viên chiến thuật của CIA chuyên thực hiện các nhiệm vụ ám sát cho CIA nhưng sau một vụ ám sát thất bại lại trở thành mục tiêu săn đuổi của CIA.[27]
- Loạt phim Mission Impossible: Nhân vật chính của loạt phim là Ethan Hunt là một điệp viên của tổ chức IMF, một tổ chức ngoại vi của CIA chuyên thực hiện những nhiệm vụ gián điệp được xem là bất khả thi.
- Loạt phim RED